# André Tassin
Pour les articles homonymes, voir Tassin.
André Tassin est un footballeur international français né le 24 décembre 1902 à Meurchin (Pas-de-Calais) et mort le 7 mars 1974 à La Madeleine (Nord).

## Biographie
Il est gardien de but, tout d'abord au RC France, puis à l'Amiens AC, et enfin au Stade de Reims.
Il se classe troisième du championnat de France lors de la saison 1932-1933 avec le RC Paris.
Remplaçant d'Alex Thépot lors de la Coupe du monde 1930, il est titulaire du poste en équipe de France en 1932.
André Tassin reçoit sa première sélection en équipe de France le 10 avril 1932, en amical contre l'Italie (défaite 1-2). Il joue son dernier match le 12 juin 1932, en amical contre la Roumanie (défaite 6-3). Il dispute un total de cinq matchs en équipe nationale.

## Palmarès
- Finaliste de la Coupe de France en 1930 avec le Racing club de France